# Berijev Be-30
Berijev Be-30 (kód NATO "Cuff") je sovětský dvoumotorový malokapacitní celokovový hornoplošník s kapacitou 14 cestujících z druhé poloviny šedesátých let 20. století. 
První prototyp Be-30 (SSSR-30167) vzlétl 3. března 1967. Pohon zajišťovaly dva pístové sedmiválcové hvězdicové motory Švecov AŠ-21 o výkonu po 544 kW, protože turbovrtulové pohonné jednotky Glušenkov TVD-10 po 544 kW nebyly včas připraveny. S těmito motory, které poháněly třílisté vrtule, byl Be-30 představen v červenci 1967 během letecké výstavy na letišti Moskva-Domodědovo. Na aerosalónu v Paříži předváděla obchodní organizace Aeroexport Be-30 se čtyřlistými vrtulemi vybavenými pro reverzní chod. Do roku 1976 bylo vyrobeno pouze 8 kusů.

## Hlavní technické údaje
- Rozpětí: 17,00 m
- Délka: 14,99 m
- Výška: 5,52 m
- Nosná plocha: 32,00 m²
- Hmotnost prázdného letounu: 3820 kg
- Max. vzletová hmotnost: 5860 kg
- Maximální rychlost: 480 km/h
- Cestovní rychlost: 460 km/h
- Dostup: 7100 m
- Dolet: 1300 km